# Japie en het zwarte spook
Japie en het zwarte spook is een Nederlandstalige verzamelbundel van drie jeugdromans over de kleine jongen Japie, geschreven door Paul Biegel en uitgegeven in 2002 bij Uitgeverij Holland in Haarlem. De eerste editie werd geïllustreerd door Fiel van der Veen. De bundel bevat de verhalen Japie en de dingen (1984), Japie en het grote geld (1985) en Japie rekent af (1986).